# Sacramentsgasthuis (Dordrecht)
Het Heilig Sacramentsgasthuis in de Nederlandse stad Dordrecht was een complex van gebouwen waar de arme (Dordtse) zieken door de zusters van verschillende orden en de stadschirurgijn werden verzorgd.

## Het gebouwencomplex
Het eerste complex is voor 1300 gebouwd en bestond uit het Sint Jansheeren Gasthuis met enige bijgebouwen waaronder een eigen brouwerij en een kapel verder was er ook een kruidentuin en een wijngaard. 
De kapel had twee gewelven die elk op drie pilaren rustten en een toren met luidklok. In het interieur waren er drie altaren: het hoogaltaar, een van St. Rochus en een van St. Michiel (30 mei 1475 gewijd).
Verder bevatte de kapel beelden van St. Anna en van de H. Maagd Maria, in 1505 werd het hoogaltaar afsloten door een fraai koperen hek, gemaakt door Meester Pieter Gilleszoon van Eynde te Mechelen. 
De altaren en beelden waren voorzien van prachtige kleden, gordijnen, vaandels, mantels en zilveren sieraden. 1694 werd voor de uitbreiding van zeevismarkt de Visstraat verbreed, de helft van de kerk werd afgebroken en er werd een nieuwe zijmuur met boogvormige vensters opgemetseld.
Het geheel was gesitueerd op een groot perceel gelegen tussen de Voorstraat, Visstraat, Sarisgang en de Vriesestraat, op historische kaarten is echter vrijwel niets terug te vinden.
Het gasthuis was niet groot er was ruimte voor ongeveer 50 patiënten, het eerste gasthuis en de kapel zijn bij de stadsbrand van 1338 afgebrand. Aan de wonderbaarlijke redding
van een hostie, die onbeschadigd na de brand werd gevonden, dankte het gasthuis zijn nieuwe naam Heilig Sacramentsgasthuis.
Het nieuwe gasthuis stond op de oude plaats, n.l. de kerk aan de Voorstraat/Visstraat, het gasthuis stond langs de Visstraat, tot aan het Minderbroedersklooster. 
Het is niet duidelijk of bij de tweede grote stadsbrand van 1457 het gasthuis geheel of gedeeltelijk beschadigd werd en weer daarna weer opgebouwd.
Het complex bestond na 1466 uit een ziekenzaal, het kantoor van de gasthuismeesters verder een keuken, de brouwerij, enz. Op de verdieping waren verschillende kamers, o.a. de St. Michiels- en de St. Matthijskamer die waarschijnlijk als vergaderplaatsen van een geestelijk gilde dienden. 
Achter de gebouwen bevond zich een verhoogd grafveld waar de overledenen (30 - 50%) werden begraven.
In 1517 werd tegen de ziekenzaal een kapel gebouwd die zo was ontworpen dat alle zieken op hun bed de mis konden volgen.  Het altaar in deze kapel gewijd aan Maria Magdalena was voorzien van haar beeld en versierd met een verguld tweeluik.
In 1611 werden de erven achter het gasthuis, tussen Visstraat en Vriesestraat die voor die tijd bij het Minderbroedersklooster en het Magdalenaklooster behoorden, aangekocht, op een deel werd door de gemeente de huidige Korte Breestraat aangelegd.
In 1616 werd kreeg het gebouw een renaissance front met een poort in Bentheimer steen met een gevelsteen met als opschrift psalm 41:2, deze steen bevindt zich nu (2020) in de hal van het Albert Schweitzer Ziekenhuis, locatie Dordrecht.
In de Franse tijd (1795 - 1813) werd het gasthuis overstroomd door gewonde soldaten, hierop was de capaciteit niet berekend. De omstandigheden werden erbarmelijk en de gasthuismeesteren namen hun ontslag.
Dankzij ondersteuning van de gemeente verbeterde de toestand, in 1762 werd op initiatief van de gemeente een stadsapotheek gevestigd in een deel van het Sacramentsgasthuis, hierdoor verbeterde niet alleen de zorg maar werd ook veel op de kosten der medicamenten bespaard 
Wantoestanden in het Sacramentsgasthuis, zoals een open riool in de ziekenzaal, leidden er toe dat in 1877 dat het gasthuis werd vervangen door een gasthuis op de Schuttersweide (het huidige Beverwijcksplein).
Alle gebouwen van het complex zijn in de loop der jaren gesloopt en volledig verdwenen.

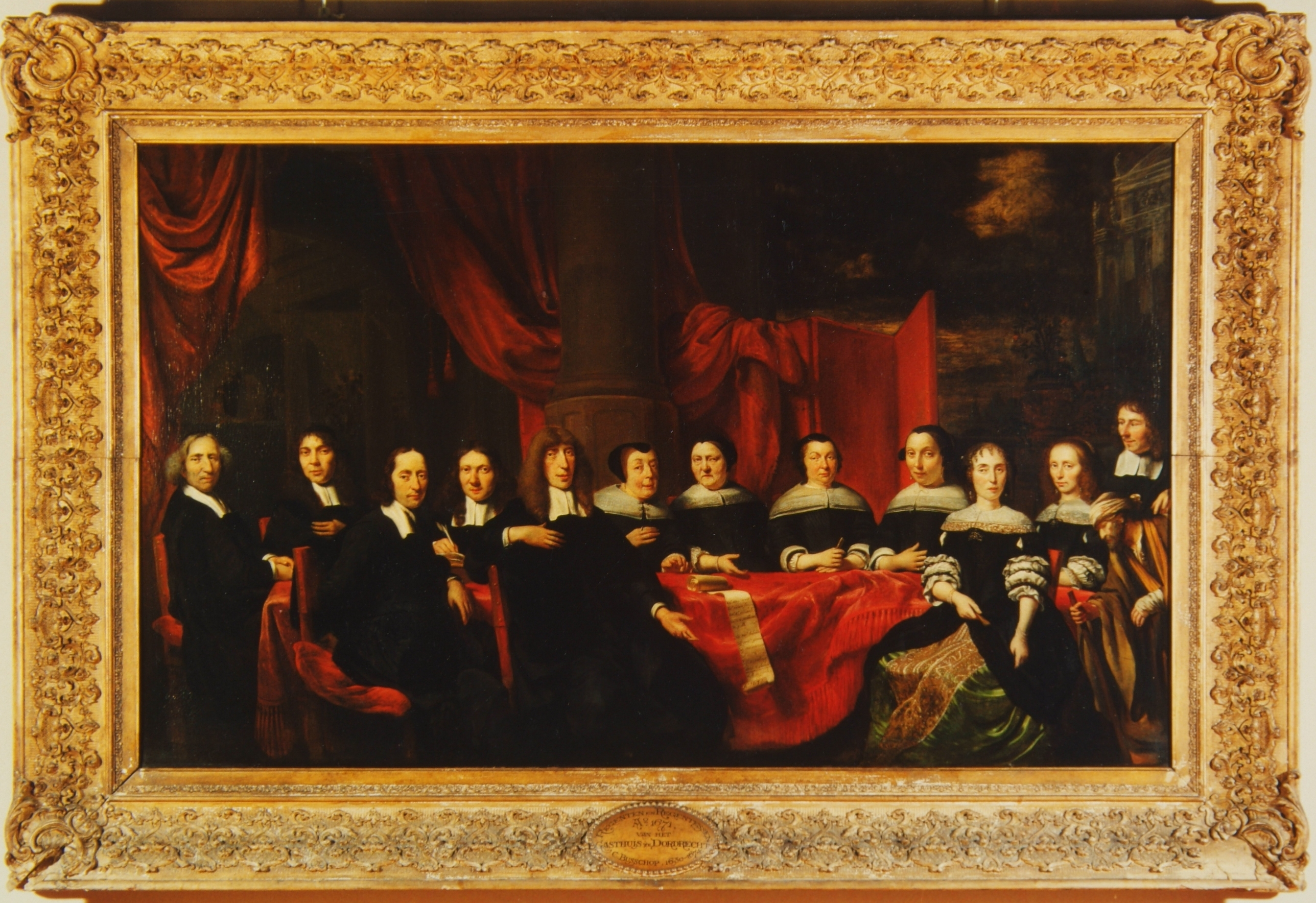
regenten en regentessen, 1617
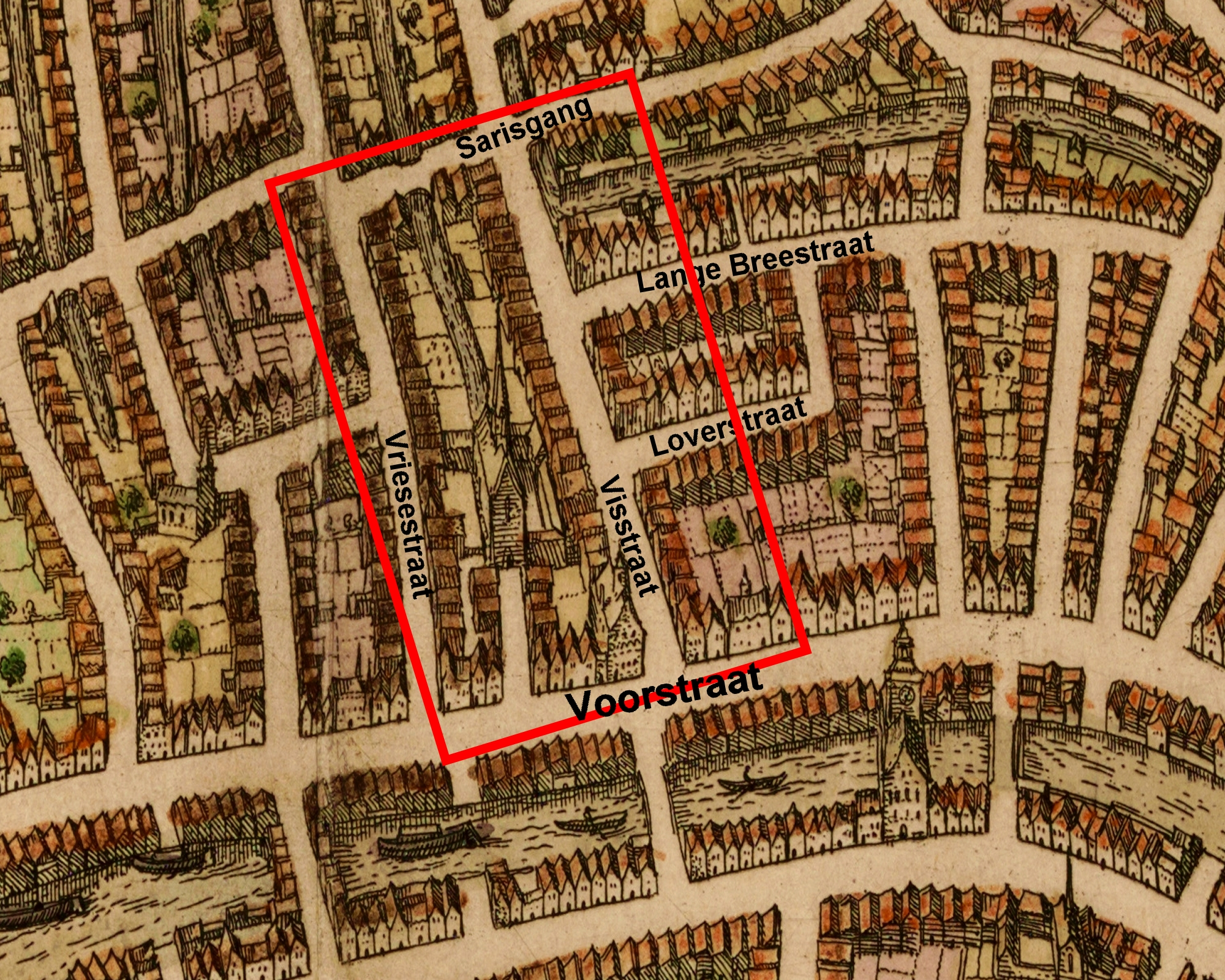
siuatie in kaart 1572
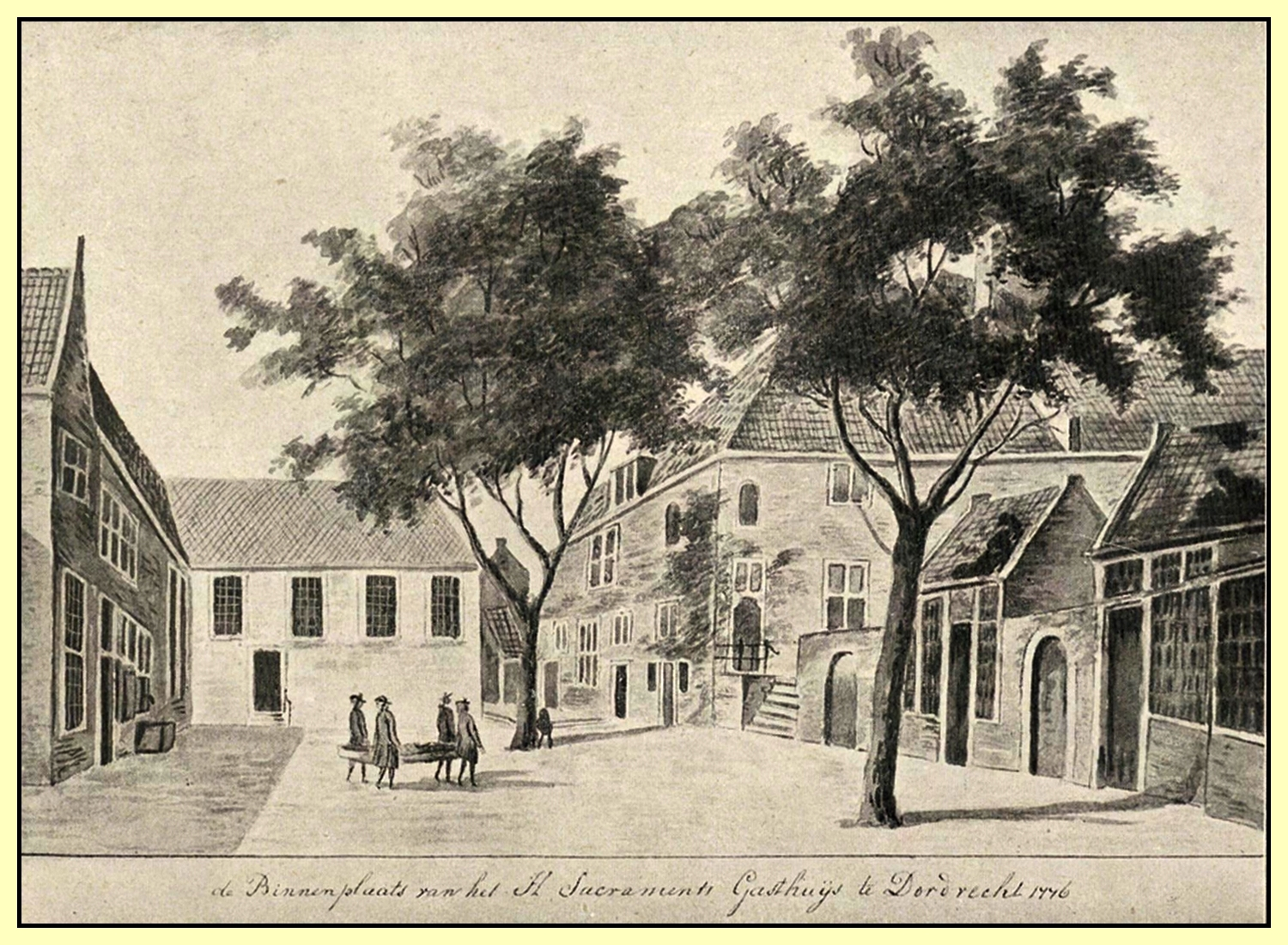
binnenplaats 1776
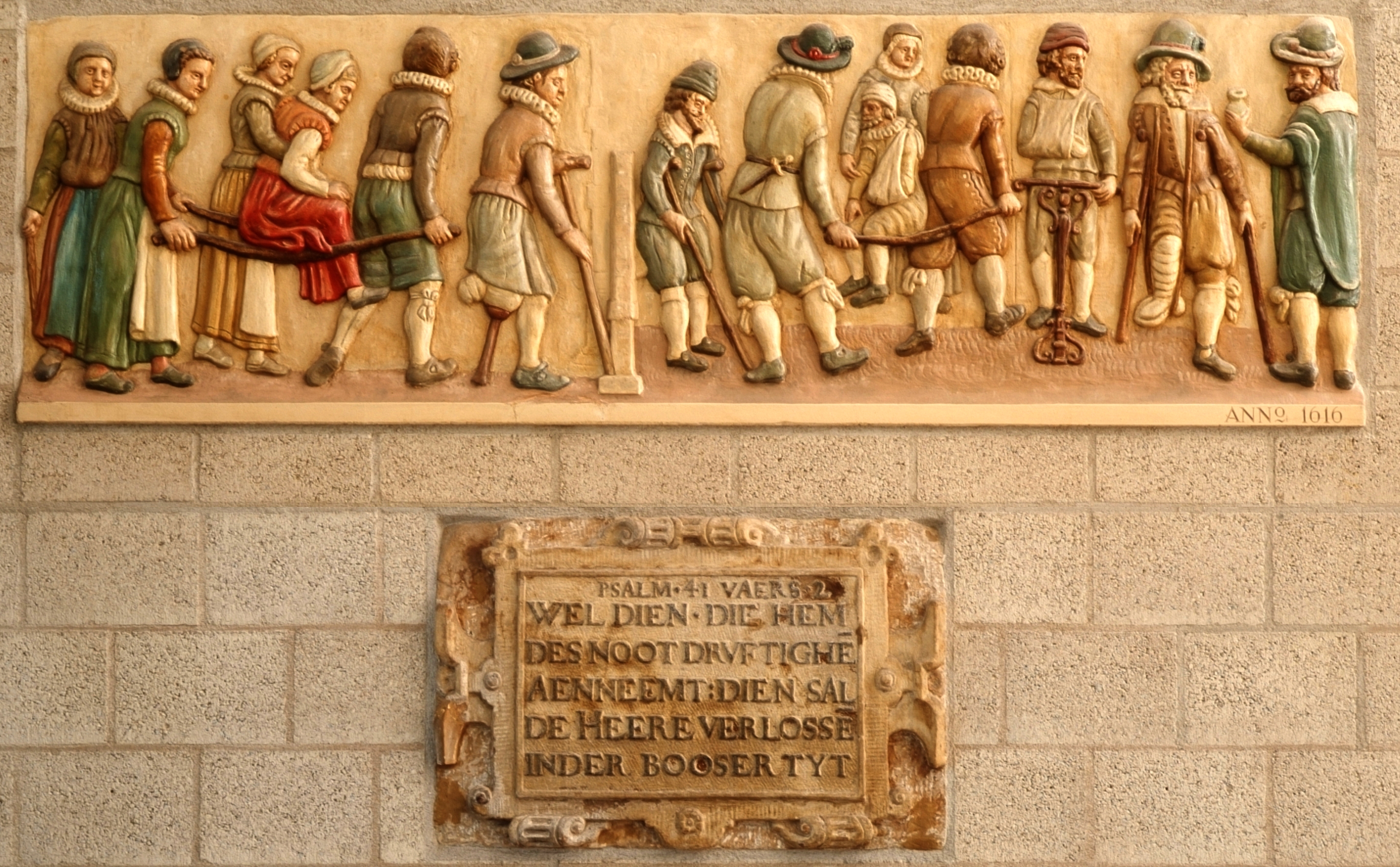
gevelsteen
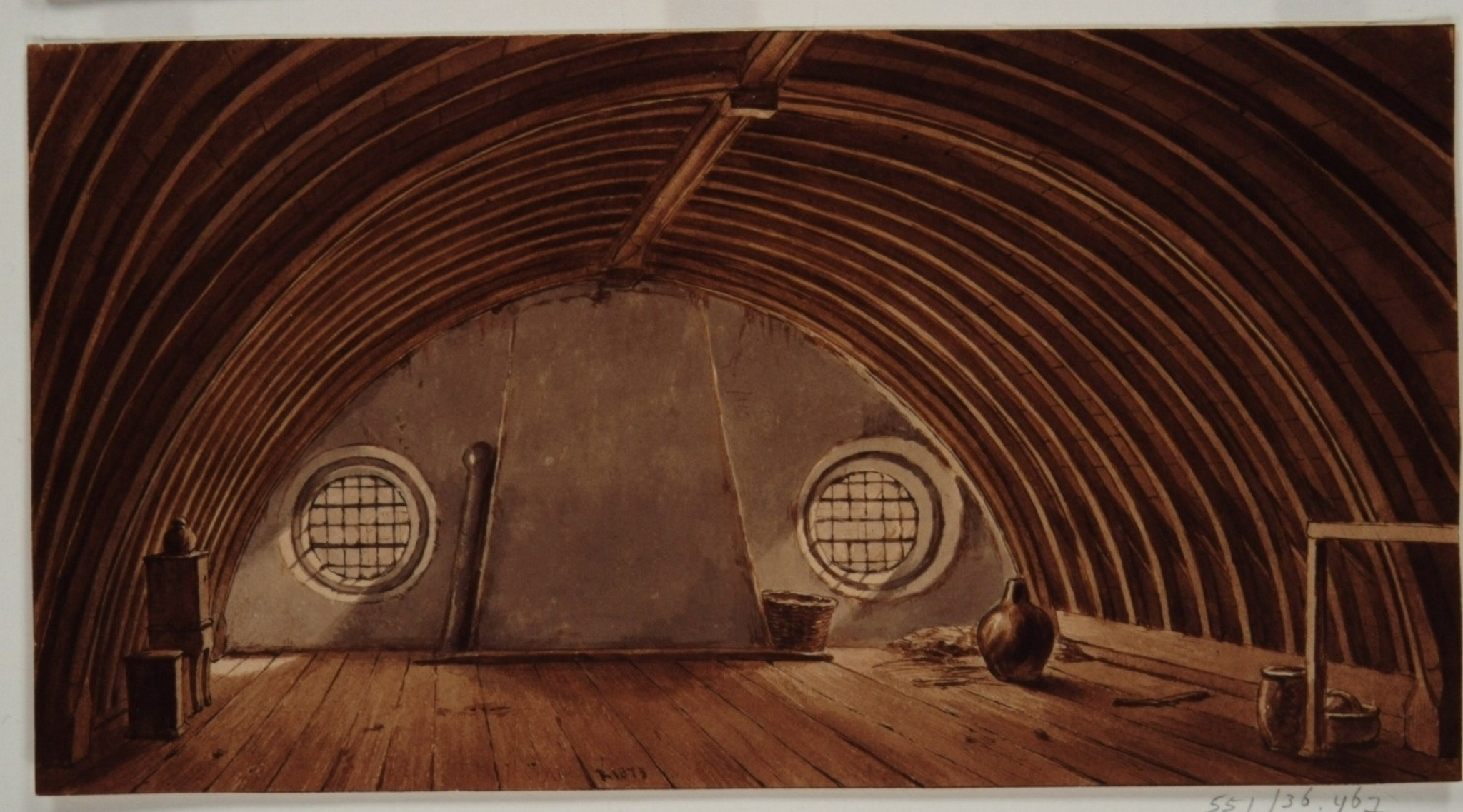
zolder, 1877

## Geschiedenis
Het Heilig Sacramentsgasthuis werd bestuurd door een college van vier gasthuismeesters. Deze werden benoemd door het gerecht, uit eigen kring en de Oudraad, de eerste vermelding van dit college is van 1384.
Het gasthuis en de kerk werden na de brand van 1338 herbouwd, in de kerk was een  afbeelding van de pasteibakker die het sacrament redde en er  werd een nieuw zegel gebruikt die dat uitbeeldde. 
De verpleging beperkte zich tot het verzorgen van de zieken en hen voorzien van gezond voedsel, het gebruik van medicamenten behoudens kruiden, was tot begin 18e eeuw onbekend, de chirurg verrichtte wel amputaties.
De dagelijkse zorg werd geleid door een keuken- en een ziekenmoeder, de eerste was belast met de bereiding van het voedsel, de tweede met de verzorging. 
De daadwerkelijke verzorging was in handen van de Cellezusters  uit het klooster Bethlehem aan de Raamstraat en waarschijnlijk ook door de Magdalenazusters van het nabijgelegen Magdalenaconvent.
De doden werden begraven door de Cellebroeders, het aantal patiënten was gewoonlijk 25 à 30. Nadat de kapel in 1635 door de Waalse kerk werd gebruikt werd het begraven van doden na klachten over de ondraaglijke stank voortaan elders gedaan.
In de periode 1338 tot 1457 werden door de gasthuismeesters meerdere stukken land gekocht waardoor het bezit en de inkomsten groeiden. 
Zodoende had het gasthuis op het laatst voor 1572 enorme bezittingen o.a. 180 hectare land, een visserij (het Gasthuiswater aan de Merwede), een aandeel in onontgonnen stukken grond te 's Gravenmoer en een aantal huizen.
De inkomsten kwamen behalve uit rente en pandponden (huishuur) ook uit collecten, schenkingen, giften en de verkoop van goederen van in het gasthuis gestorven patiënten en verpleegkosten van vreemdelingen.

### Jaarlijksesacramentsprocessie
Na 1388 kreeg het gasthuis de naam Heilig Sacramentsgasthuis, na 1429 werd ter herdenking van de brand en het wonder jaarlijks op de zondag na St. Magdalena (22 juli)  een processie gehouden later bekend onder de naam de Grote Ommegang.
De feestelijkheden begonnen de avond van 21 juli met een vesperdienst. De volgende dag werd in de Gasthuiskerk het Heilig Sacrament aan de gemeente getoond en de pastoor hield een preek.
De eerstvolgende zondag werd de Grote Ommegang gehouden, o.a. bestaande uit praalwagens met allerlei voorstellingen.
Alle geestelijken, de gilden, zangers, kinderen, en allerlei mensen in carnavaleske uitmonsteringen, zoals duivels, met bellen, toortsen en vlaggen liepen mee in de optocht.
Ze trokken door de hele stad, die voor de gelegenheid was opgeruimd en schoongemaakt, terwijl het belangstellende publiek, ook uit de verre omgeving, het geheel aanschouwde. 
Na afloop van de processie kregen alle deelnemers een feestgave van de gasthuismeesters en er werd een feestmaaltijd gehouden voor de deelnemers, de geestelijken en het gasthuispersoneel. De zondag na de processie werd het feest afgesloten met een wijn- en biertractatie. Er waren strikte regels  in de stadskeur: o.a. over de verplichte deelname, overtreders werden bedreigd met hoge boetes. Toelichting bij de boetes (zie plaat 1): In Dordrecht werd door de tresoren het Vlaamse pond gebruikt Het dagloon van een arbeider in 1500 was 3 gram zilver per dag, het pond was 430 gram, dus 1 pond was ongeveer 143 daglonen (~een halfjaar).

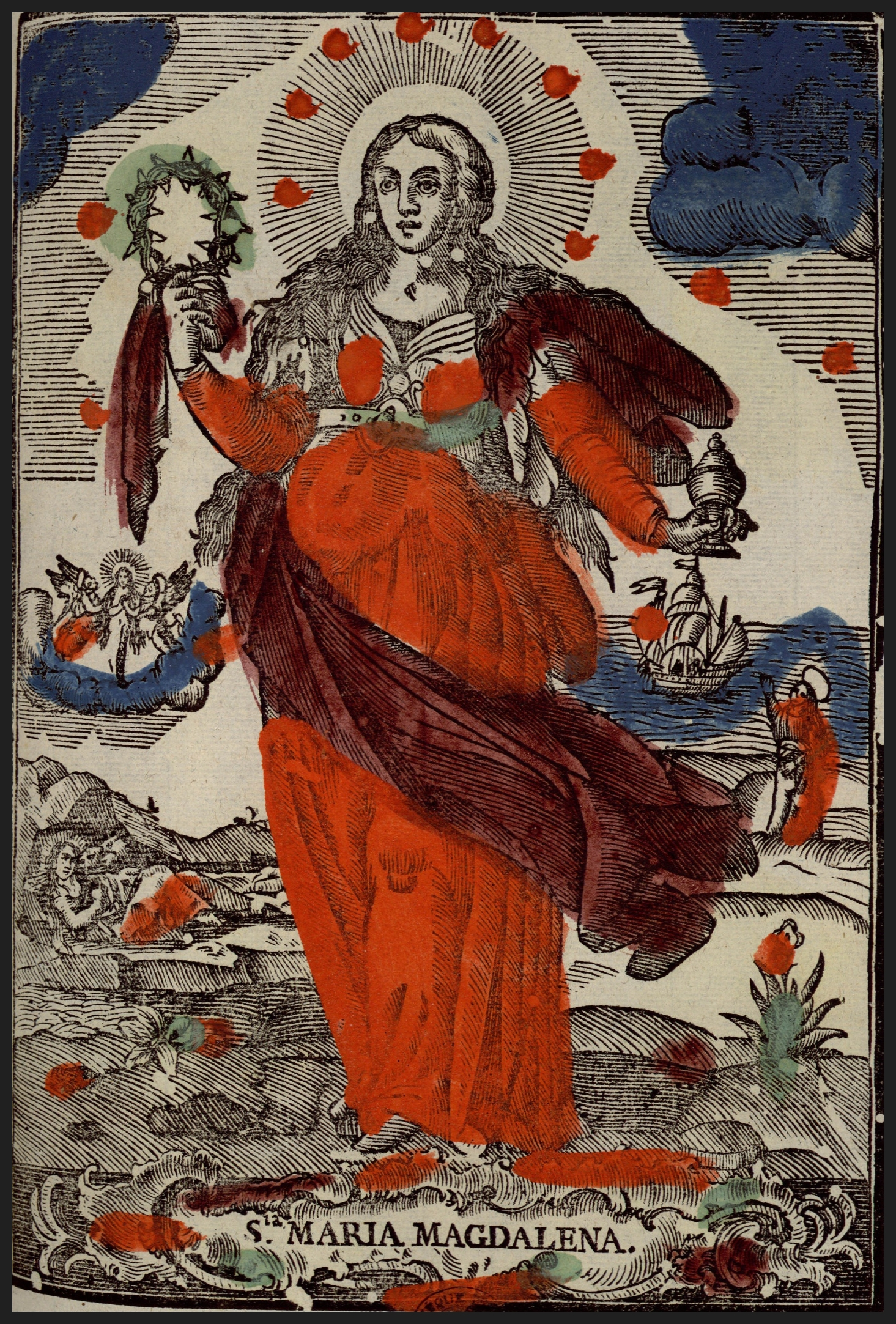
Sint Maria Magdalena
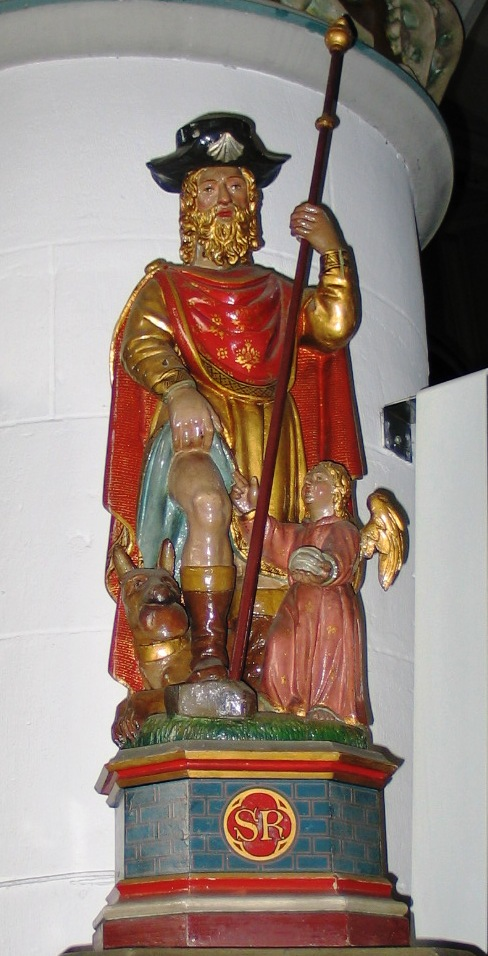
Sint Rochus
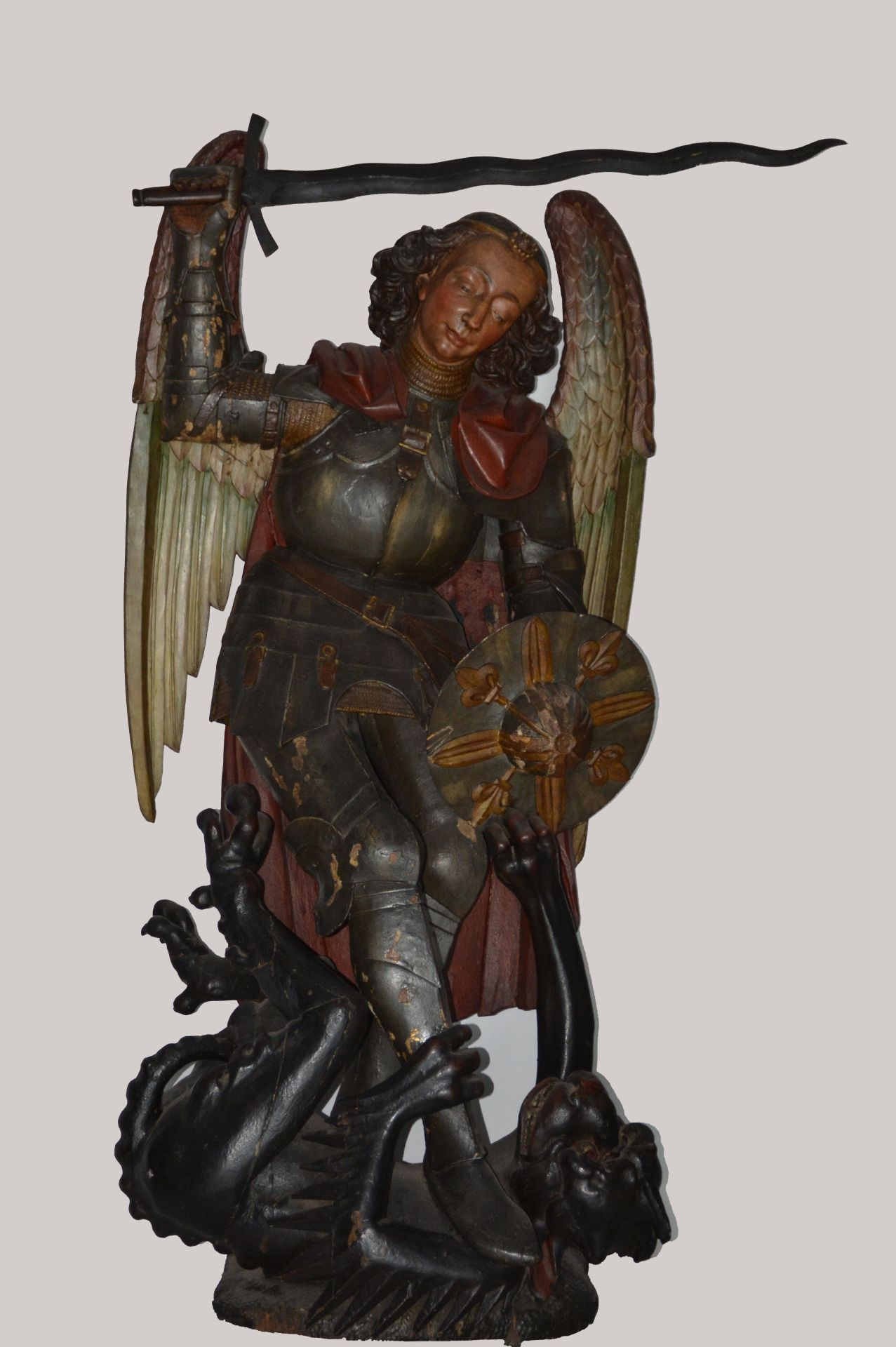
Sint Michiel
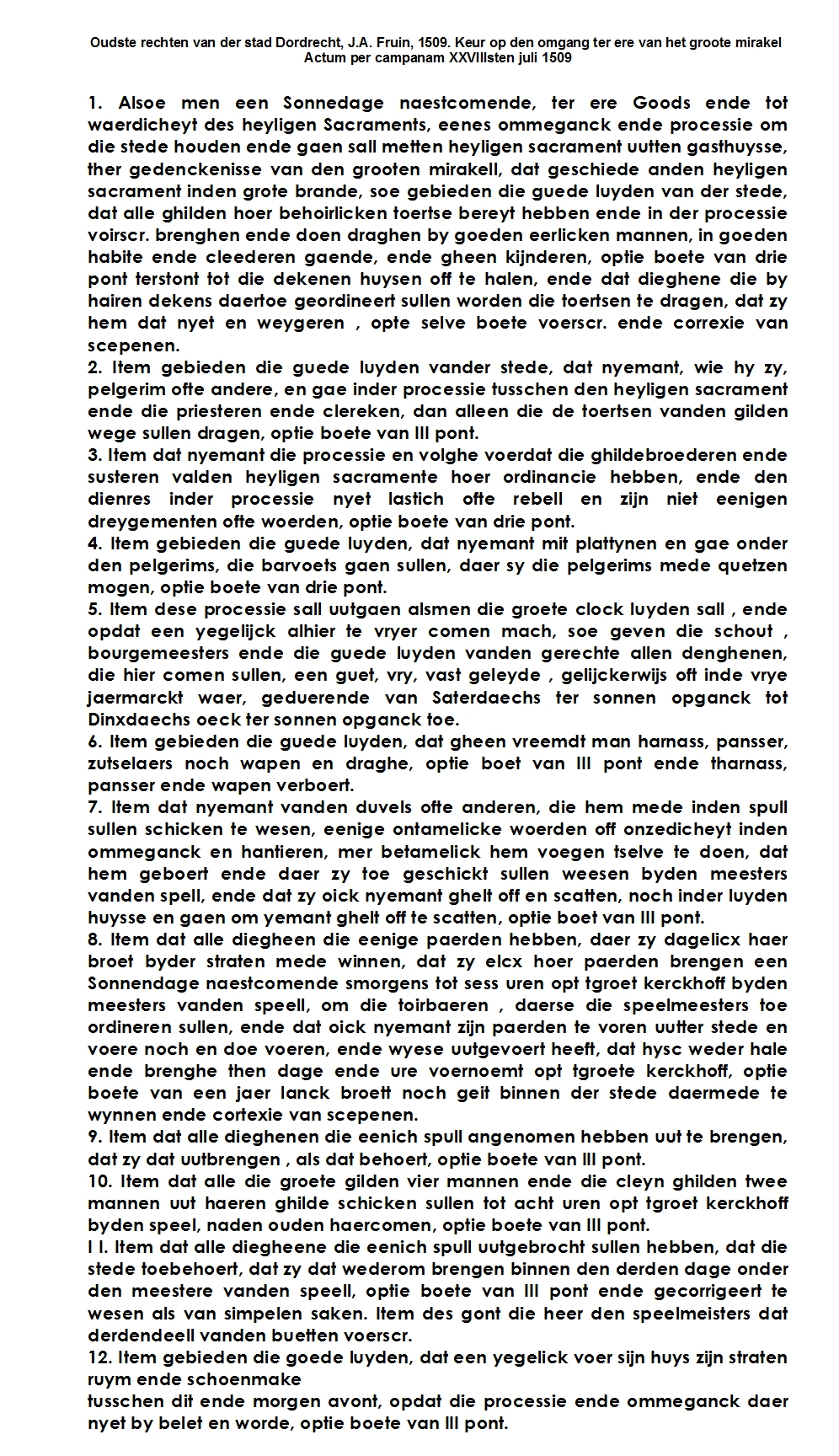
plaat 1, Keur op de Grote omgang. Op overtreding stond een boete van 3 pond, meer dan het jaarloon van een arbeider.

## Wetenswaardigheden
Uit een verslag uit 1310 blijken de bezittingen van het gasthuis: 56 bedden, 35 peluwen, 18 kussens, 37 oorkussens, 60 slaaplakens, 13 metalen potten, 6 ketels, 1 brouwketel, 2 kuipen, 11 tinnen kannen, 11 kandelaars, 4 zilveren schalen, 6 zilveren lepels, 2 nappen, enz, 
ook was er een aanmerkelijke veestapel, bestaande uit: 7 koeien, 6 ossen, 6 kalveren, 24 varkens, 4 merriën en 2 veulens.